# La Pena
La Pena (llamada oficialmente San Mamede da Pena) es una parroquia española del municipio de Negreira, en la provincia de La Coruña, Galicia.

## Entidades de población
Entidades de población que forman parte de la parroquia:
- Fornos
- Libreiro (O Libreiro)
- Piaxe
- Portocamiño

## Demografía
| Gráfica de evolución demográfica de La Pena entre 2000 y 2018 |
|                                                               |
| Datos según el nomenclátor publicado por el INE.              |